# Viluppuram (dystrykt)

Dystrykt Viluppuram na mapie stanu Tamilnadu

Viluppuram – jeden z dystryktów stanu Tamilnadu (Indie). Od północy graniczy z dystryktami Tiruvannamalai i Kanchipuram, od wschodu z Zatoka Bengalską, od południa z dystryktami Cuddalore i Perambalur, od zachodu z dystryktami Salem i Dharmapuri. Stolicą dystryktu Viluppuram jest miasto Viluppuram.